# Iliona
Pour l'autrice compositrice interprète musicienne belge, voir Iliona (chanteuse).
Dans la mythologie grecque, Iliona est une fille du roi de Troie, Priam.
Selon Hygin, elle est l’épouse du roi Thrace Polymnestor. Ses parents lui confient son frère Polydore. Pour le protéger, elle substitue le nourrisson avec son propre fils Déipyle (it).
Après la chute de Troie, les Grecs voulant éliminer tous les Priamides proposent une grosse somme d’argent à Polymnestor pour qu’il élimine Polydore. Celui-ci accepte mais tue son propre fils Déipyle croyant tuer Polydore. Iliona révèle alors à son frère son stratagème et sur ses conseils il tue le roi.

## Sources
- Hygin, Fables [détail des éditions] [(la) lire en ligne] (CIX ; CXLIII ; CCXL).